# Amaranthus hybridus
Amaranthus hybridus, o amarant híbrid, és una espècie de planta amarantàcia anual. És una planta nadiua d'Amèrica del Nord i introduïda a Euràsia, incloent els Països Catalans. Creix a partir d'una curta arrel mestra i pot fer fins a 2,5 m d'alt. És planta glabra i glabrescent. Creix en hàbitats diversos incloent les terres pertorbades. Malgrat que és fàcilment controlada i no és particularment competitiva, es considera una mala herba dels conreus d'Amèrica del Nord. Aquesta planta era usada com aliment i com a medicinal en diversos grups d'amerindis i en la medicina tradicional africana. Les llavors i les fulles cuites són comestibles.
La seva taxonomia és extremadament variable, i moltes altres espècies dels Amaranthus es creu que són hibridacions naturals o deriven d'A. hybridus.